# Pirâmide do Louvre
A Pirâmide do Louvre é uma estrutura de forma piramidal, construída em vidro e metal, rodeada por três pirâmides menores, no pátio principal do Palácio do Louvre em Paris, França. A Grande Pirâmide serve de entrada principal do Museu do Louvre. Concluída em 1989, tornou-se um ponto de referência para a cidade de Paris.

## Design e construção
| “ | O sólido é para os mortos, mas o transparente é para os vivos. | ” |

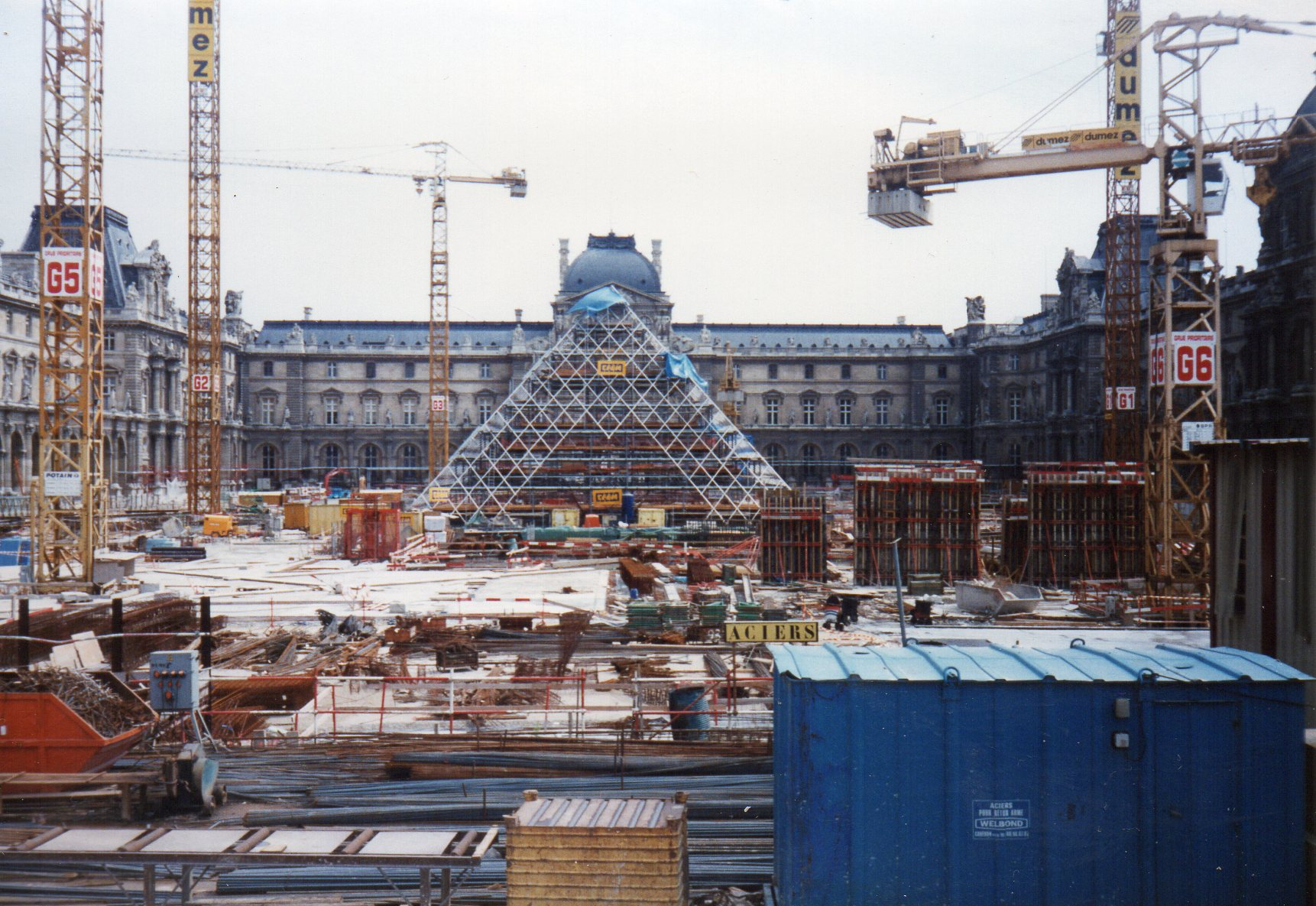
A pirâmide em construção, agosto de 1987

Encomendado pelo então Presidente Francês François Mitterrand, em 1984, foi projetado pelo arquiteto I. M. Pei, que foi também responsável pela concepção do Museu Miho, no Japão, entre outros. A estrutura, que foi construído inteiramente com segmentos de vidro, atinge uma altura de 20,6 m, a sua base quadrada tem cerca de 35 m de lado. É constituída por 603 peças de losangos e 70 segmentos triangulares de vidro.
A Pirâmide e o átrio subterrâneo, debaixo dela, foram criadas por causa de uma série de problemas com a entrada principal (original) do Louvre, que já não podia lidar com um número enorme de visitantes em uma base diariamente. Os visitantes que entram através da pirâmide podem descer ao átrio espaçoso, em seguida, voltar a subir para os principais edifícios do Louvre. Vários outros museus têm repetido este conceito, mais notavelmente, o Museu da Ciência e Industria, em Chicago. As obras de construção da base da pirâmide e o átrio subterrâneo, foi realizada pela Dumez.

## Controvérsia

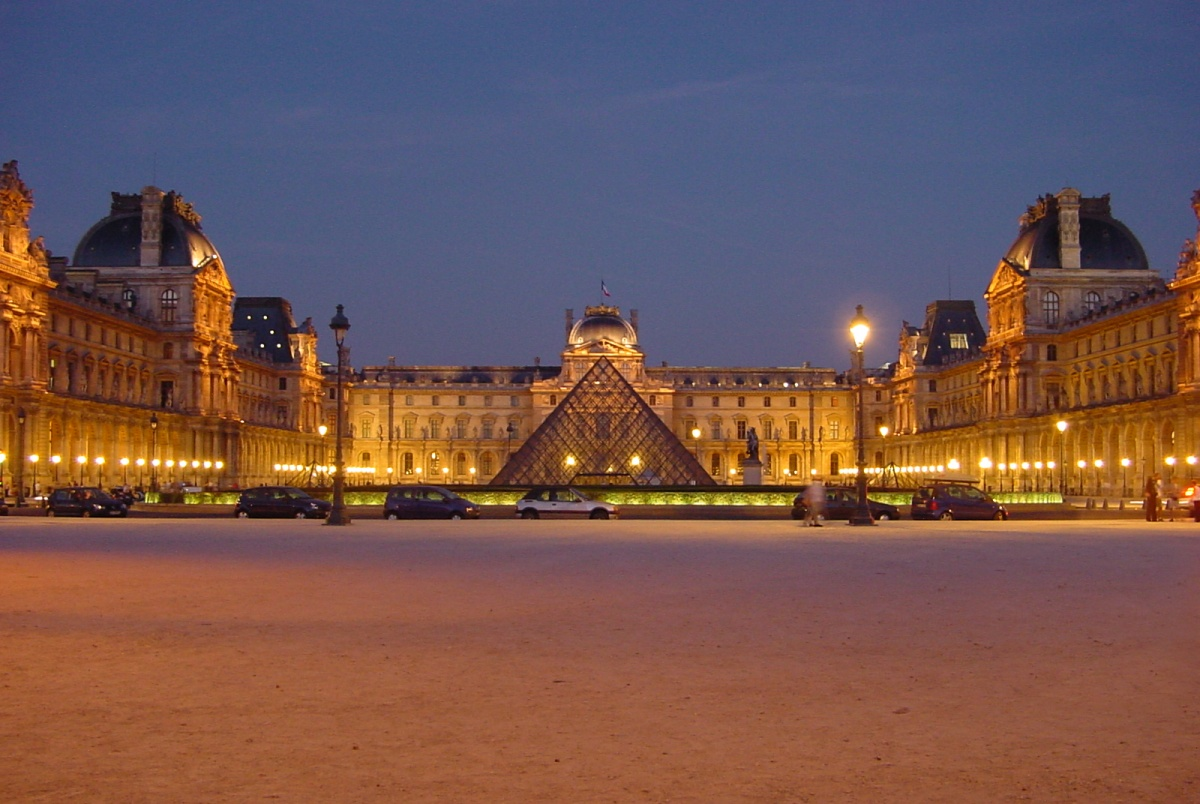
pátio principal do Palácio do Louvre e sua pirâmide à noite

A construção da pirâmide provocou uma considerável controvérsia, porque muitas pessoas sentiram que o edifício futurista, parecia completamente fora de lugar em frente ao Museu do Louvre, com sua arquitetura clássica. Alguns detratores atribuíram-lhe como um complexo "faraônico" de Mitterrand. Outros, vieram para apreciar a justaposição de estilos e contrastantes de arquitetura, como uma fusão bem sucedida do velho e o novo, do clássico e o ultramoderno.
A Pirâmide principal é na verdade, apenas a maior das várias pirâmides de vidro que foram construídas perto do museu, incluindo, a pirâmide que aponta para baixo, La Pyramide Inversée que tem como função de uma clarabóia/janela, em um centro comercial subterrâneo, em frente ao museu.
Durante a fase de projeto, houve uma proposta que incluía uma torre sobre a pirâmide, para simplificar a lavagem da janela. Esta proposta foi eliminada por causa de oposições de I. M. Pei.[carece de fontes?]

## Lenda urbana de 666 painéis
Tem sido alegado por alguns de que os painéis de vidro na Pirâmide do Louvre, tem exatamente o número 666, o Número da Besta, muitas vezes, associado a Satanás. Vários entusiastas históricos têm especulado com o propósito deste factóide. Por exemplo, o livro de Dominique Stezepfandt, François Mitterrand, Grand Architecte de l'Univers  (François Miterrand, Grande Arquiteto do Universo), declara que "a pirâmide é dedicada a uma força descrita como a Besta no Livro do Apocalipse (…) Toda a estrutura é baseada no número 6."
A história dos 666 painéis originou na década de 1980, quando a brochura oficial havia publicado, durante a construção, de facto, citava este número (até duas vezes, apesar de algumas páginas anteriores, o número total de painéis foi dado como 673). O número 666, também foi citado em vários jornais. O museu do Louvre, no entanto afirma que a Pirâmide contém 673 painéis de vidro (603 losangos e 70 triângulos). Um valor maior foi obtido por David A. Shugarts, que relata que a pirâmide contém 689 peças de vidro. Shugarts obteve estes valores dos serviços de I.M. Pei. Várias foram as tentativas de realmente contar as vidraças da Pirâmide, no entanto, têm produzido resultados pouco discrepantes, mas há definitivamente mais do que 666. Um cálculo rápido com base em 18 unidades por borda com duas camadas removidas no centro, na entrada facilmente confirma o número 673. [carece de fontes?]
O mito ressurgiu em 2003, quando Dan Brown incorporou em seu best-seller O Código Da Vinci. Aqui, o protagonista reflete que "esta pirâmide, a exigência expressa do presidente Mitterrand, tinha sido construído exatamente com 666 painéis de vidro, um pedido bizarro, que tinha sido sempre um tema quente entre os amantes da conspiração que alegaram que o 666, fosse o número de Satanás".
No entanto, nos relatórios de David A. Shugarts, segundo uma porta-voz dos serviços de I.M. Pei, o Presidente francês não especificou o número de painéis a serem utilizados na Pirâmide. Observando a forma como o boato dos 666 painéis circulou em alguns jornais franceses, em meados da década de 1980, ela comentou: "Se você só encontrou os artigos antigos e não fez qualquer verificação mais profunda da verdade, e eram extremamente crédulos, você pode acreditar na história de 666".